# Бходжавамран
Бходжавамран (д/н — бл. 1288) — магараджахіраджа Джеджа-Бхукті близько 1285—1288 роках.

## Життєпис
Походив з династії Чандела. Ймовірно був сином Віравармана I, хоча стосовно цього зберігаються дискусії. Посів трон 1285 року. Про його панування обмаль відомостей. Ймовірно зберігав номінально-васальні відносини з Делійським султанатом.
З написів, що збереглися відомо, що він зберіг родинні володіння Чандела. Також більше опікувався внутрішніми справами, зокрема спорудженням та ремонтом існуючих храмів. Мирному існуванню сприяло збереження боротьби за владу в Делійському султанаті, а також напади монголів на кордони останнього.
Помер близько 1288 року. Йому спадкував стриєчний брат Хамміраварман.